# Zerdaza
Zerdaza également typographié Zardezas est une commune de la wilaya de Skikda en Algérie.